# Scaevola crassifolia
Scaevola crassifolia es una especie de planta fanerógama perteneciente a la familia Goodeniaceae.

## Hábitat
Es un arbusto nativo de Australia Occidental y Australia del Sur. Su nombre común en su lugar de origen incluye  Cushion Fanflower, Thick-leaved Fanflower y Thick-leaved Scaevola.

## Descripción
Alcanza hasta 1,5 metros de ancho y 3 metros de ancho y produce flores de color blanco, azul o púrpura pálido de julio a febrero, en su lugar de origen